# Гипотеза Тибу
Гипотеза Тибу (модель Тибу) — неполитическое решение проблемы безбилетника в области местного самоуправления, выдвинутая Чарльзом Тибу в 1956 году. При наличии некоторого числа регионов и возможной миграции экономических агентов бюджетная децентрализация способствует Парето-эффективности, создавая предпосылки для оптимального выявления предпочтений, касающихся локальных общественных благ, и наиболее полной реализации этих предпочтений у экономических агентов. Каждый экономический агент, меняя место жительства, подбирает свой набор локальных общественных благ (государственных услуг) и их стоимости в качестве местных налогов.

## История создания
Лауреат Нобелевской премии Пол Самуэльсон в своей работе «Чистая теория общественных расходов» за 1954 год отметил, что общество неспособно найти решение проблемы эффективного предложения общественных благ, так как потребители не заинтересованы в раскрытии своих предпочтений в отношение общественных благ и скрывают их (возникает эффект безбилетника). Отсюда фактический уровень предложения существенно ниже оптимального.
Однако американский экономист Чарльз Тибу в своей работе «Чистая теория местных расходов» от 1956 года дал решение проблемы выявления предпочтений в отношении общественных благ. Он наделил потребителей механизмом раскрытия предпочтений — мобильностью.

## Определение
При наличии некоторого числа регионов и возможной миграции индивидуумов бюджетная децентрализация способствует Парето-улучшениям, создавая предпосылки для оптимального выявления предпочтений, касающихся локальных общественных благ, и наиболее полной реализации этих предпочтений у индивидуумов. Каждый индивид, меняя место жительства, подбирает свой набор локальных общественных благ (государственных услуг) и их стоимости в качестве местных налогов.

## Модель
Индивидуумы, голосуя ногами — перемещаясь в регион с более предпочтительным уровнем предложения локальных общественных благ, раскрывают свои предпочтения, и, имея достаточное количество разнообразных регионов, оказываются на своей кривой спроса, сортируясь в определённые общины.

## Факторы сдерживания
Существуют ряд факторов сдерживания для выявления предпочтений:
- издержки при смене места жительства;
- внешние эффекты, то есть издержки не всегда полностью ложатся на тех, кто принимает решение о смене места жительства;
- локализация выгод от общественного блага не абсолютна, формируются внешние эффекты;
- экономические агенты не обладают полной информацией;
- число потенциальных мест жительства для экономического агента не безгранично;
- административно-территориальное деление и бюджетные полномочия не соответствуют оптимальным условиям производства локальных общественных благ.